# The Space Bar
The Space Bar è un videogioco di genere avventura grafica pubblicato nel 1997 per Microsoft Windows e Mac OS.
Ideato e diretto da Steve Meretzky, il concept art del gioco è realizzato da Ron Cobb.
Nonostante le recensioni positive, il titolo è risultato un flop, portando alla chiusura della Boffo Games.

## Modalità di gioco
The Space Bar è un'avventura grafica in prima persona, dal gameplay simile a Myst o Zork Nemesis.